# Кравцов, Иван Игоревич
Иван Игоревич Кравцов (родился 6 апреля 1995) — российский регбист, нападающий второй линии команды «ВВА-Подмосковье».

## Биография
КМС по регби.
Высшее образование — РГУТиС по специализации технологические машины и оборудование.
Средне профессиональное образование — педагог по физической культуре и спорту.
Выступал за Сборную России U18 и U19.
С 2013 по 2020 год выступал за регбийный клуб «ВВА-Подмосковье».
В 2020 году перешёл в казанскую «Стрелу». Летом 2021 года – в московское «Динамо».

## Достижения
Бронзовый призёр Чемпионата России по регби-15 (2016, 2017, 2018)
Серебряный призёр первенства Европы U18 в 2013 году